# Nik Schweiger
Nikolaus „Nik“ Schweiger (* 4. Oktober 1965 in Freiburg/Breisgau) ist ein deutscher Innenarchitekt und Designer.

## Leben
Nik Schweiger wuchs als jüngster von drei Brüdern in Gießen auf und besuchte die Herderschule Gießen, an der sein Vater Herbert Schweiger als Oberschullehrer tätig war. Seine Mutter arbeitete als Geschichtslehrerin. Nach dem Abitur an der Gesamtschule Gießen-Ost im Jahr 1985 leistete Nik Schweiger zunächst seinen Zivildienst ab, ehe er 1987 das Studium der Innenarchitektur an der FH Wiesbaden begann, das er 1991 als Dipl.-Ing. Innenarchitektur abschloss.

## Werk
Bereits während seines Zivildienstes arbeitete er im Rahmen diverser Praktika und Aushilfstätigkeiten, teilweise auch selbstständig, im Innenausbau, insbesondere im Bereich des Laden- und Messebaus und der Lichtplanung. Von 1992 bis 1994 arbeitete er zunächst für Philippe Starck in Paris und dann bei Matteo Thun in Mailand.

### Gründung von 3deluxe
1992 gründete Nik Schweiger zusammen mit den Kommunikationsdesignern Andreas und Stephan Lauhoff 3deluxe. Mit dem vierten Partner Dieter Brell leitete er 3deluxe Interior in Wiesbaden und realisierte mit 3deluxe international eine Vielzahl von prämierten Projekten, wie die scape Jugendmedienwelten auf der Expo 2000, den Cocoon Club oder den Cyberhelvetiapavillon auf der Expo.02. Ferner arbeitete er am Entwurf des Leonardo Glass Cube.

#### 3deluxe Biorhythm
Inspiriert durch eine eigene Reha Ende der 1990er-Jahre verfolgte er ab 2005 unter dem Berliner Label 3deluxe Biorhythm zusammen mit seiner damaligen Frau Soryonne den Ansatz Biorhythm–Modern Recreation. Dahinter steckt ein philosophisches und räumliches Gestaltungsprinzip, das sich auf Rekreation, Design und Nachhaltigkeit fokussiert und in dem natürliche, soziale und kreativ-künstlerische Vorstellungen zu einem räumlichen Gesamtkonzept zusammenfließen.
Im Sinne dieses Konzeptes gestaltete Nik Schweiger den Dachaufbau des Designhotels Roomers in Frankfurt am Main. Das Roomers erhielt im Oktober 2010 den Preis für die beste Hotelimmobilie des Jahres. Zudem wurde er wegen seines Biorhythm-Modern-Recreation-Konzeptes und des Verlaufs seiner Vita als Deutscher Innenarchitekt des Jahres 2009 ausgezeichnet.

### Weitere Projekte
Ausgehend vom Projekt Roomers brachte er in Kooperation mit der Firma Klafs 2009 eine Biorhythmus-Sauna auf den Markt. In den Jahren 2009 bis 2012 folgten weitere Projekte: Unter anderem entwickelte er mit UWE Jetstreams die Floating Lounge, die 2010 auf der Interbad präsentiert wurde.
2012 designte Nik Schweiger mit Zumboldt die Biorhythm Aphrodite Leuchte. Diese wurde auf der Light&Building vorgestellt. Mit Villeroy & Boch arbeitete er auch an einer Home-Recreation Base.

### Barefoot Design
Zusammen mit seinem Bruder Til Schweiger gründete er 2014 Barefoot design. Die Innenarchitektur- und Designfirma verfolgt ein Konzept, das auf außergewöhnliche Atmosphären setzt. Zudem sind seine Arbeiten und Kunstwerke von natürlichen Phänomenen inspiriert. Unter anderem realisierte er den 8sec. Showroom Home Cinema, der 2013 vollendet wurde.
Des Weiteren entwarf Nik Schweiger im Jahr 2014 das Innendesign für den Benkon Showroom im Haus Cumberland, Berlin. In München inszenierte er für das BMW Museum den neuen I8 mithilfe der APHRODITE-Leuchte.

## Projekte
- 2018–21 Gestaltung Bechstein Flagship Düsseldorf
- 2018–21 Gestaltung Eventfläche Wintergarten Variete Berlin
- Gestaltung zweier Innovationsbüros Nachhaltigkeit mit gesamter Möbel- und Leuchtenkollektion
- Leonardo Glass Cube: Corporate Architecture in Bad Driburg-Herste, 2007
- CocoonClub: Club-, Restaurant- und Corporate Design für DJ Sven Väth in Frankfurt, 2004
- 2009 Conference&Spa-Geschoss für das Roomershotel in FFM
- Zumtobel-Aphrodite 2010
- Cosmo Hotel Deckenskulptur 2010
- Purino Karlsruhe 2013
- Biorhythm washbasin 2012
- The Mandala Hotel, kleine Bereiche2007
- Dornbracht, Gira & Revox - IMM 2012
- UWE-Floating Lounge 2012
- D’FLY. 2002 New York
- Cyperhelveta expo .02 Glasskulptur
- scape youth media pavilion EXPO 2000
- Berlin Biennale, 1998

## Auszeichnungen
Als Mitgründer 3deluxe:
- 2008 red dot award: Communication Design – red dot GmbH & Co. KG, Information Design / Public Space, Best of the Best, Leonardo Glass Cube  The Ring - iC@ward – ICIAD - International Council of Interior Architects & Designers (China), Exhibition, Grand Award, Leonardo Glass Cube  International Architecture Award – Chicago Athenaeum, European Centre for Architecture Art Design and Urban Studies, Best New Global Design, Leonardo Glass Cube  AIT Best of Shop Architecture Award – AIT, 1. Platz, Leonardo Glass Cube  ADC Wettbewerb 2008 – Art Directors Club für Deutschland e.V., Kommunikation im Raum, Auszeichnung, Leonardo Glass Cube  iF communication design award 2008 – iF International Forum Design GmbH, Corporate Architecture, Gold, Leonardo Glass Cube  Cocoon Club 2 × ‚Der beste Club der Welt‘  1991 1. Preis beim DDC „Kochinsel“  1990 1. Preis für Lighting in Kortrjik

- 2009 Deutscher Innenarchitekt des Jahres

- 2010 Roomers Hotel: Hotelimmobilie des Jahres
- 2010 Zweitbestes Busineshotel Europas